# Bike & Outdoor Company

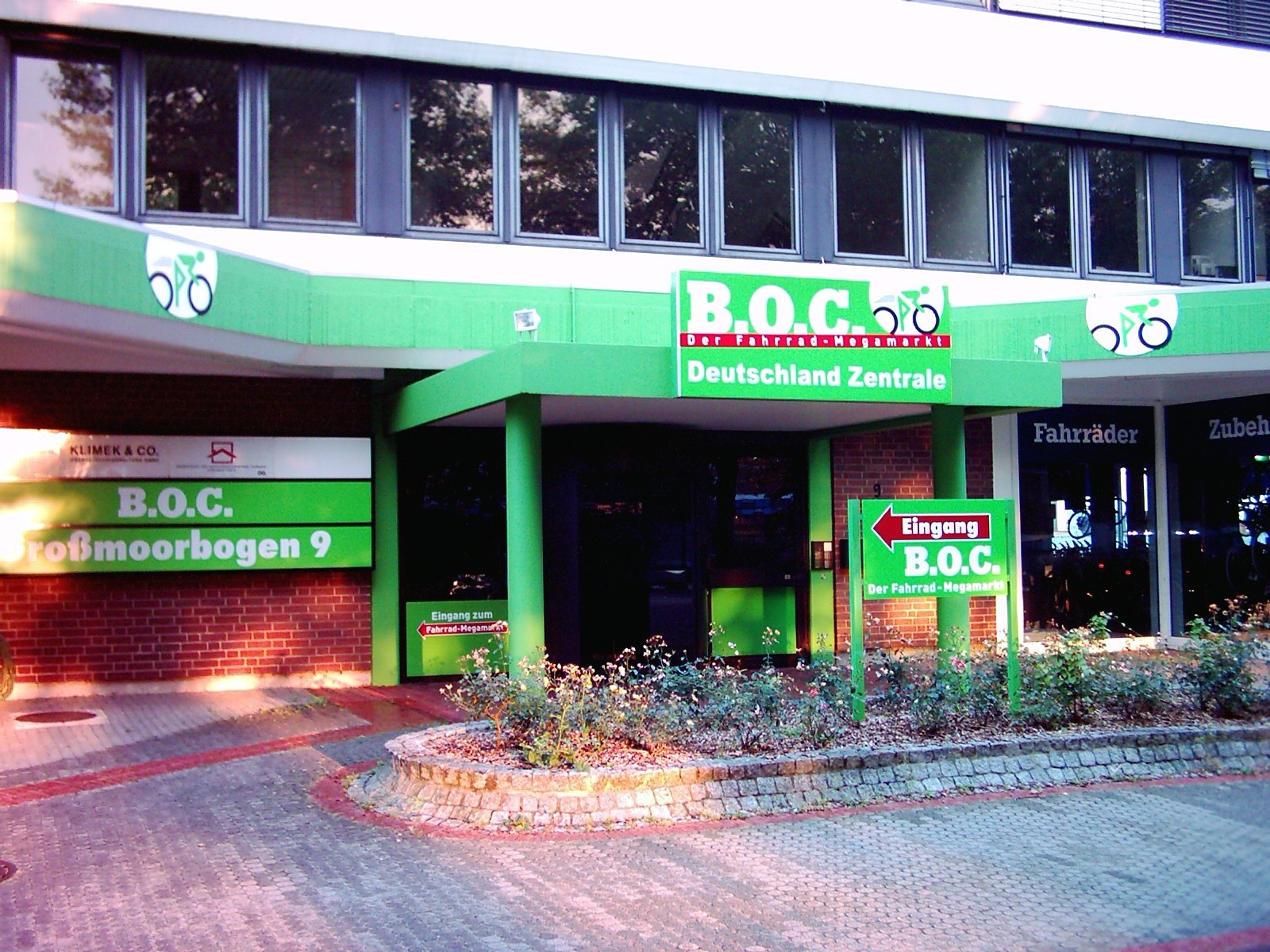
Der ehemalige Unternehmenssitz in Hamburg-Harburg.

Die Bike & Outdoor Company (B.O.C) mit Sitz in Hamburg ist eine deutsche Fahrrad-Einzelhandelskette.

## Unternehmen
Das 1999 gegründete Unternehmen hatte 2023 deutschlandweit 41 Filialen und beschäftigte an den Standorten etwa 1300 Mitarbeiter.
Zwei Filialen, in Eschweiler und Lingen, handeln ausschließlich mit E-Bikes. Zwei weitere Filialen werden in den Räumlichkeiten der Handelskette Globetrotter geführt. In Hannover-Anderten unterhält es ein Logistikzentrum. Die Zentrale des Unternehmens befindet sich im Gewerbegebiet Hamburg-Wandsbek.

## Eigenmarken
B.O.C. vertreibt Fahrräder und Fahrradzubehör unter Eigenmarken; dazu gehören BOCAS, Cuneo, Bicycles, Compel, CFP und OTIX.